# Dark Was the Night, Cold Was the Ground
Dark Was the Night, Cold Was the Ground é uma canção gospel-blues de 1927 composta e interpretada pelo músico norte-americano Blind Willie Johnson. A canção é um instrumental de slide guitar harmonizado com vocalizações do artista.[carece de fontes?]
Tem a distinção de ser uma das 27 amostras musicais selecionadas em 1977 que foram incluídas na Voyager Golden Record, como expressão humana da solidão.
Em 2010 foi adicionada ao National Recording Registry.